# خلیفه‌ها (لامرد)
خلیفه‌ها (لامرد)، روستایی از توابع بخش مرکزی شهرستان لامرد در استان فارس ایران است.
اطلاعات عمومی
این روستا، سابقه تاریخی زیادی دارد.
سالانه از جمعیت روستا به دلیل تمایل به شهرنشینی کم می شود. در سالیان گذشته، بیشتر افراد روستا در کشورهای حوزه خلیج فارس مشغول به کار بوده اند. خیرین این روستا، همواره در تلاش بوده اند تا بتوانند خدمات مؤثری را ارائه دهند. یکی از خیرین فعال و خوش فکر روستا که همیشه دستی در کار داشته است آقای حاج هادی صابری می باشد.  ساخت مدرسه، حسینیه و آب انبار، خط لوله و برق روستا از جمله فعالیت های ایشان می باشد.
دهیار
در حال حاضر، دهیار روستا آقای یوسف امینی می باشد که سعی دارد با مدیریت قوی و با همکاری خیرین روستا، وضعیت فعلی روستا رو بهبود ببخشد.

## جمعیت
این روستا در دهستان حومه قرار دارد و براساس سرشماری مرکز آمار ایران در سال ۱۳۸۵، جمعیت آن ۱۷۰ نفر (۳۲خانوار) بوده‌است.